# 2009 en Espagne
Chronologie de l’Europe
- 2005
- 2006
- 2007
- 2008
- 2009
- 2010
- 2011
- 2012
- 2013

Chronologie de l'Espagne
- 2005
- 2006
- 2007
- 2008
- 2009
- 2010
- 2011
- 2012
- 2013

## Espagne

### Premier trimestre
- Jeudi 8 janvier 2009 : Le nombre de chômeurs a de nouveau fortement augmenté en décembre en Espagne pour dépasser les trois millions de personnes pour la première fois depuis douze ans.

- Mardi 13 janvier 2009 : 

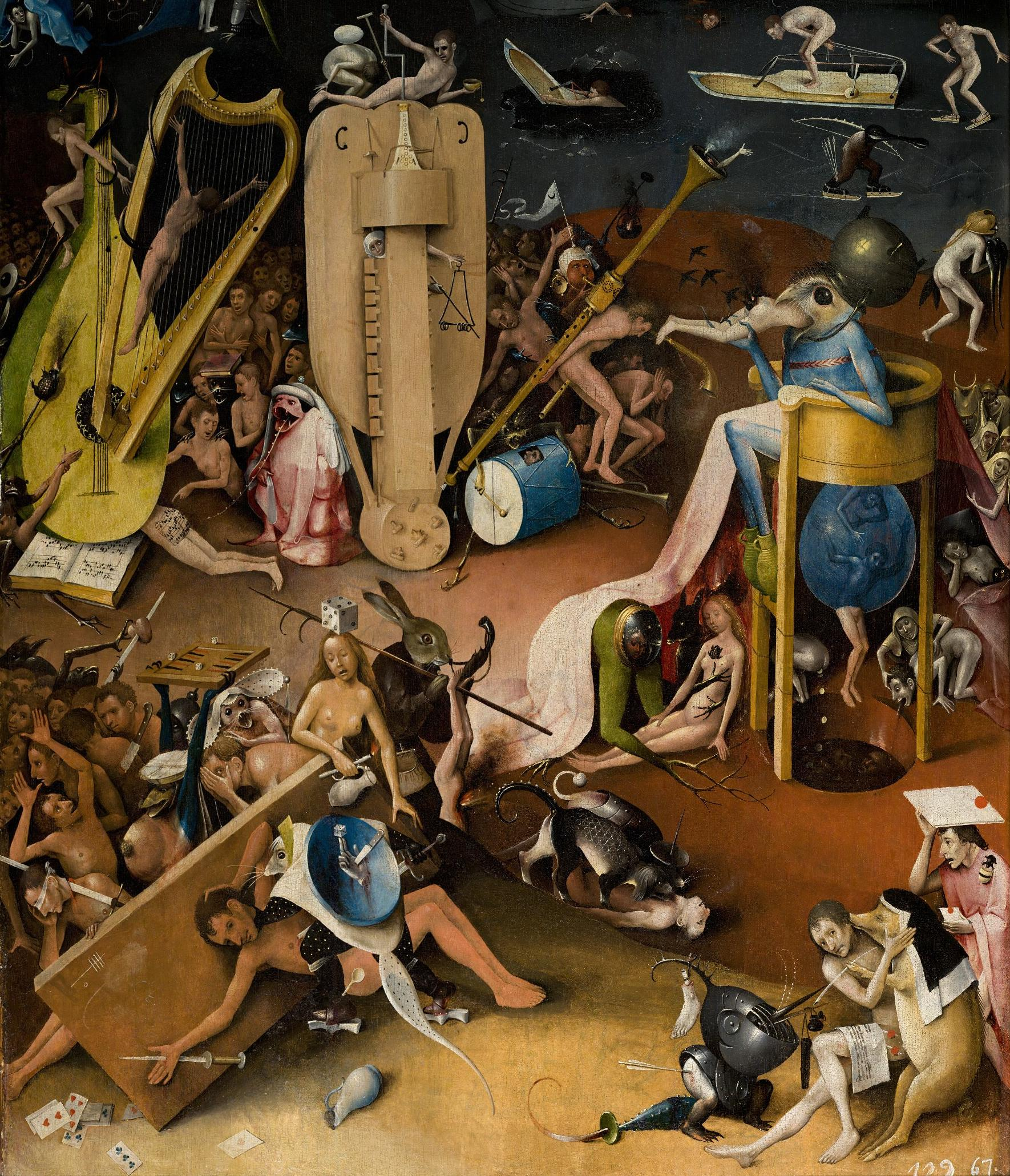
Détail de L'Enfer (volet de droite du triptyque du Jardin des Délices

  - Le ministre de l'Intérieur, après une série de règlements de compte mafieux particulièrement violents et sanglants dans la capitale, annonce hisser la lutte contre le crime organisé à Madrid au rang de « priorité » et avoir donné des consignes en ce sens au secrétaire d'État à la Sécurité, Antonio Camacho. La police privilégie la piste d'une série de règlements de comptes entre une organisation de videurs bulgares et roumains et une bande rivale espagnole qui luttent pour le contrôle de l'entrée et de la sécurité des discothèques de la capitale.
  - Le musée du Prado rend disponible, en haute résolution sur le site d'images satellites du géant américain de l'internet Google, les images de 14 de ses chefs-d'œuvre dont « les Ménines » de Velazquez, « le Jardin des délices » de Jérôme Bosch, « le 3 mai » de Francisco Goya, « les Trois Grâces » de Pierre Paul Rubens ou encore « le Chevalier à la main sur la poitrine » du Greco et « la Descente de croix » de Roger van der Weyden. Il s'agit d'une première mondiale. Chaque tableau a été l'objet de centaines de clichés à « très haute résolution » avec par exemple 1 600 prises pour le seul « Jardin des délices », chaque cliché se concentrant sur une partie infime de l'œuvre. Cette technologie permet d'arriver à des détails que jamais on ne pourrait voir à l'œil nu, par exemple « la Descente de croix » on peut voir le réalisme extrême d'une larme perlant à l'œil de Saint Jean[1].

- Vendredi 16 janvier 2009 : Le gouvernement socialiste revoit à la baisse ses prévisions économiques pour 2009 et annonce une baisse du produit intérieur brut de 1,6 %, un taux de chômage de 15,9 % et un déficit des comptes publics équivalent à 5,8 % du PIB.

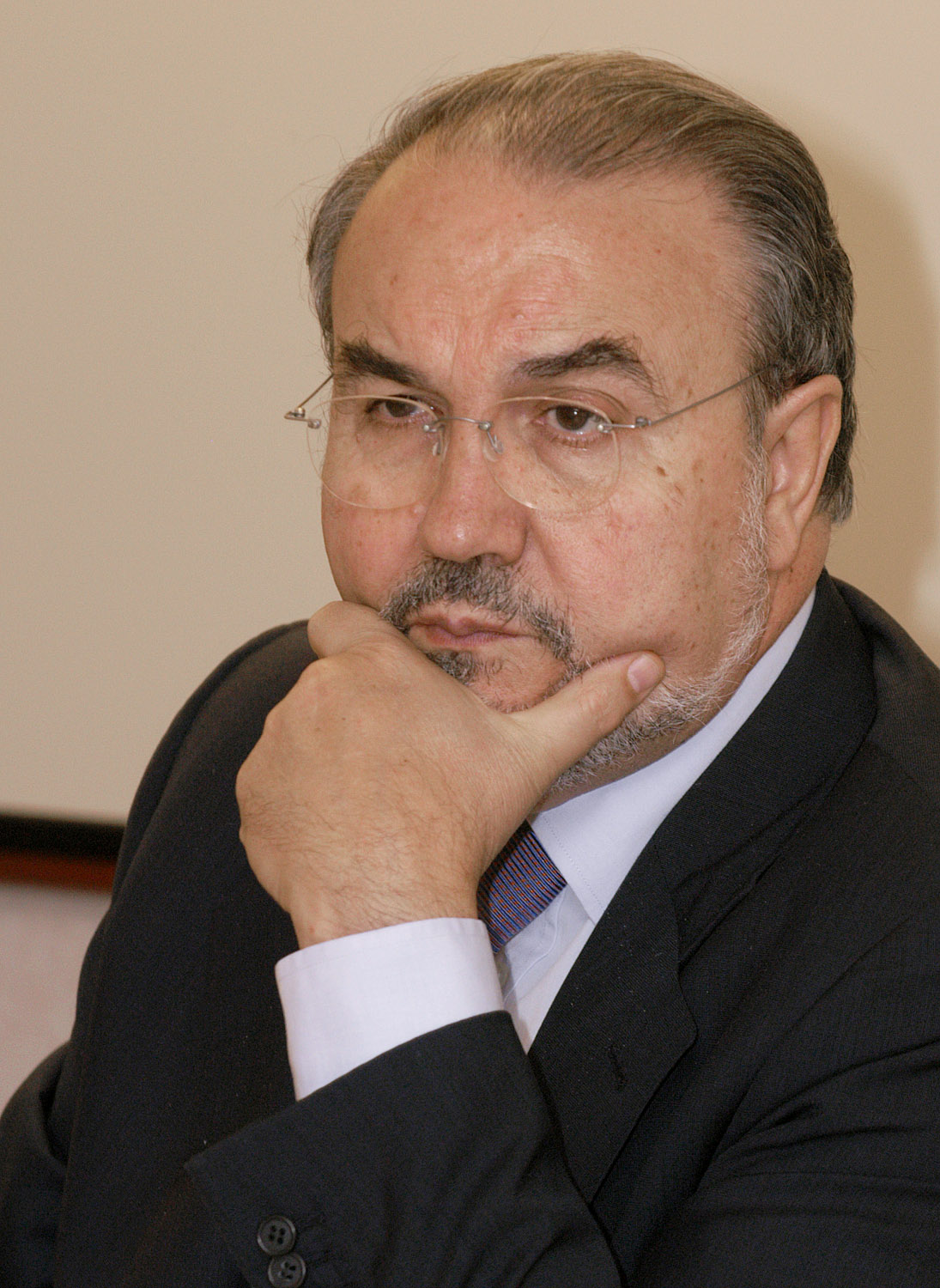
Pedro Solbes
(octobre 2004)

- Dimanche 18 janvier 2009 : Le ministre de l'Économie Pedro Solbes[2], assure que le gouvernement a utilisé « toute la marge de dépense publique » dont il disposait pour mettre en place des mesures destinées à contrer la crise économique qui frappe le pays. Le gouvernement a alloué 14 milliards d'euros aux familles, notamment via une baisse de l'impôt sur le revenu, entre 2008 et 2009 et approuvé un plan de relance des travaux publics de 11 milliards d'euros : « Nous vivons une situation insolite, différente de tout ce qui s'est passé jusqu'à présent […] nous nous dirigeons vers quelque chose de très exceptionnel ». Les nouvelles prévisions économiques sont particulièrement pessimistes avec une hausse du chômage jusqu'à 15,9 % en 2009.

- Lundi 19 janvier 2009 : Un total de 70 femmes ont été tuées en 2008 par leur compagnon ou ex-compagnon en Espagne, un chiffre qui reste élevé malgré les nombreuses initiatives pour tenter de réduire les violences conjugales. Sept autres cas de femmes décédées fin 2008 sont par ailleurs en cours d'enquête, ce qui pourrait élever à 77 le nombre de victimes de crimes conjugaux en 2008, contre 71 en 2007, 68 en 2006 et 57 en 2005. En 2004, l'exécutif avait fait voter une loi pionnière en Europe contre « la violence conjugale », prévoyant une prise en charge des femmes battues dans tous les domaines, juridique, sanitaire, financier, social et psychologique. En novembre 2008, le gouvernement avait aussi approuvé la mise en place de bracelets électroniques permettant de contrôler les déplacements des hommes faisant l'objet de mesures d'éloignement de leurs compagnes ou ex-compagnes à la suite de mauvais traitements.

- Mardi 20 janvier 2009 : 
  - Dix personnes ont été arrêtées ce matin dans une opération menée dans les milieux islamistes dans les provinces de Madrid, Barcelone et sur l'archipel des Canaries. Cette opération était dirigée par le juge Baltasar Garzon de l'Audience nationale, principale instance pénale espagnole, chargée notamment des dossiers antiterroristes.
  - Selon le quotidien La Vanguardia, une enquête est en cours à Madrid pour préciser les liens entre la banque Santander et l'escroc américain Bernard Madoff. À travers les fonds gérés par la banque, 3,1 milliards de dollars (2,3 milliards d'euros) d'épargne privée ont disparu. La filouterie s'est opérée à travers "Optimal Strategic US Equity", un fonds d'investissement créé en 2001 à Genève. Fin 2007, Optimal affichait un actif diversifié de 2,77 milliards de dollars (2,1 milliards d'euros) et plus rien fin 2008[3].

- Mercredi 21 janvier 2009 : 

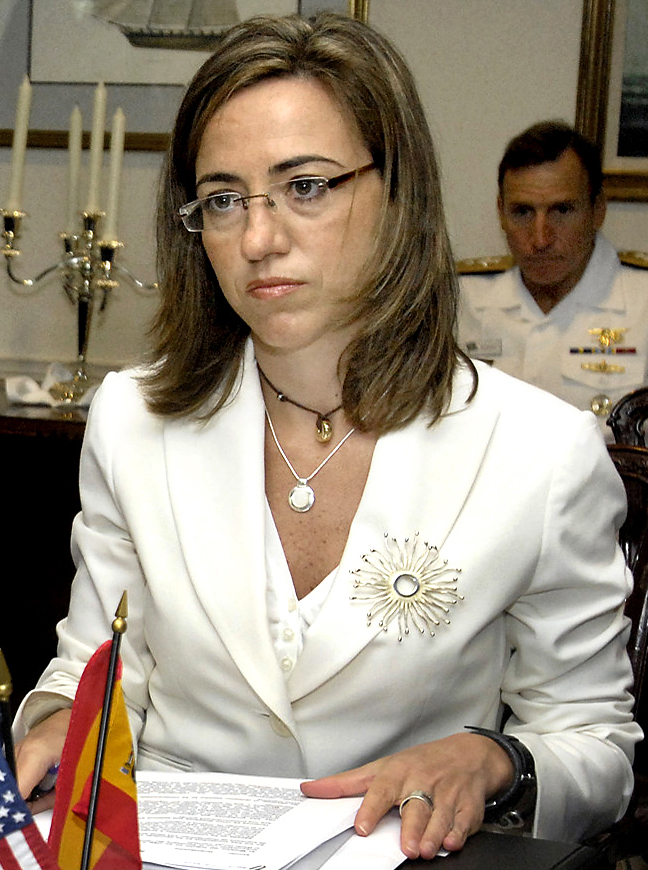
Carme Chacón
(Juillet 2009)

  - Selon le secrétaire d'État du Tourisme, Joan Mesquida, l'Espagne, deuxième destination touristique du monde, a reçu en 2008, 57,41 millions de touristes étrangers soit une baisse de 2,6 % par rapport à 2007. De fait, le secteur du tourisme a « mieux résisté que d'autres secteurs face à la crise » qui touche le pays. L'année 2007 avait été marquée par un nombre record de visites de touristes étrangers. Les touristes britanniques sont toujours les plus nombreux avec au total 15,7 millions de visiteurs, mais une baisse de 3 %.
  - Les députés approuvent à la quasi-unanimité l'envoi de 395 militaires pour intégrer la force européenne de lutte contre la piraterie au large des côtes somaliennes. Le feu vert définitif sera donné par le conseil des ministres. Selon la ministre de la Défense, Carme Chacón, cette opération « est d'une importance vitale pour la défense des intérêts géostratégiques et économiques de l'Espagne » et elle va « servir à apporter plus de sécurité à nos pêcheurs », présents près des côtes somaliennes. L'Espagne va envoyer une frégate militaire, un navire d'approvisionnement logistique, un avion patrouilleur, et un maximum de 395 militaires. Cette flotte espagnole ira rejoindre la mission Atalanta lancée depuis le 8 décembre par l'Union européenne pour traquer les pirates somaliens avec six bâtiments et trois avions de patrouille sous commandement britannique mais dont l'Espagne devrait prendre le commandement au printemps.

- Vendredi 23 janvier 2009 : Le taux de chômage atteint fin 2008, soit 13,91 % de la population active, contre 11,33 % à la fin du troisième trimestre, confirmant la brutale détérioration du marché de l'emploi, ce qui représente un total de 609 100 chômeurs de plus en un trimestre. Au total, l'Espagne compte désormais 3,207 millions de personnes pour un pays d'environ 46 millions d'habitants et une population active de 23,065 millions de personnes. Au plus bas, le chômage avait atteint lors de l'été 2007 un plancher de 1,76 million de personnes.

- Samedi 24 janvier 2009 : Une tempête venue de l'Atlantique a soufflé sur le nord de l'Espagne, causant  des blessés et onze morts, mais aussi de nombreuses perturbations et de nombreux dégâts : routes et électricité coupées, trains et avions retardés. Des vagues de plus de 20 mètres ont déferlé au large du cap de Matxitxako (Pays basque). Quelque 14 000 habitants de la ville de Nucia (province d'Alicante), ont été évacués en raison d'un incendie de forêt déclenché par la chute d'un pylône électrique. En Catalogne, le toit et un mur d'une salle de sport de la commune de Sant Boi de Llobregat se sont effondrés à cause de vents soufflant à près de 150 km/h, alors qu'il y avait une trentaine d'enfants à l'intérieur, faisant au moins 4 morts et 9 blessés.

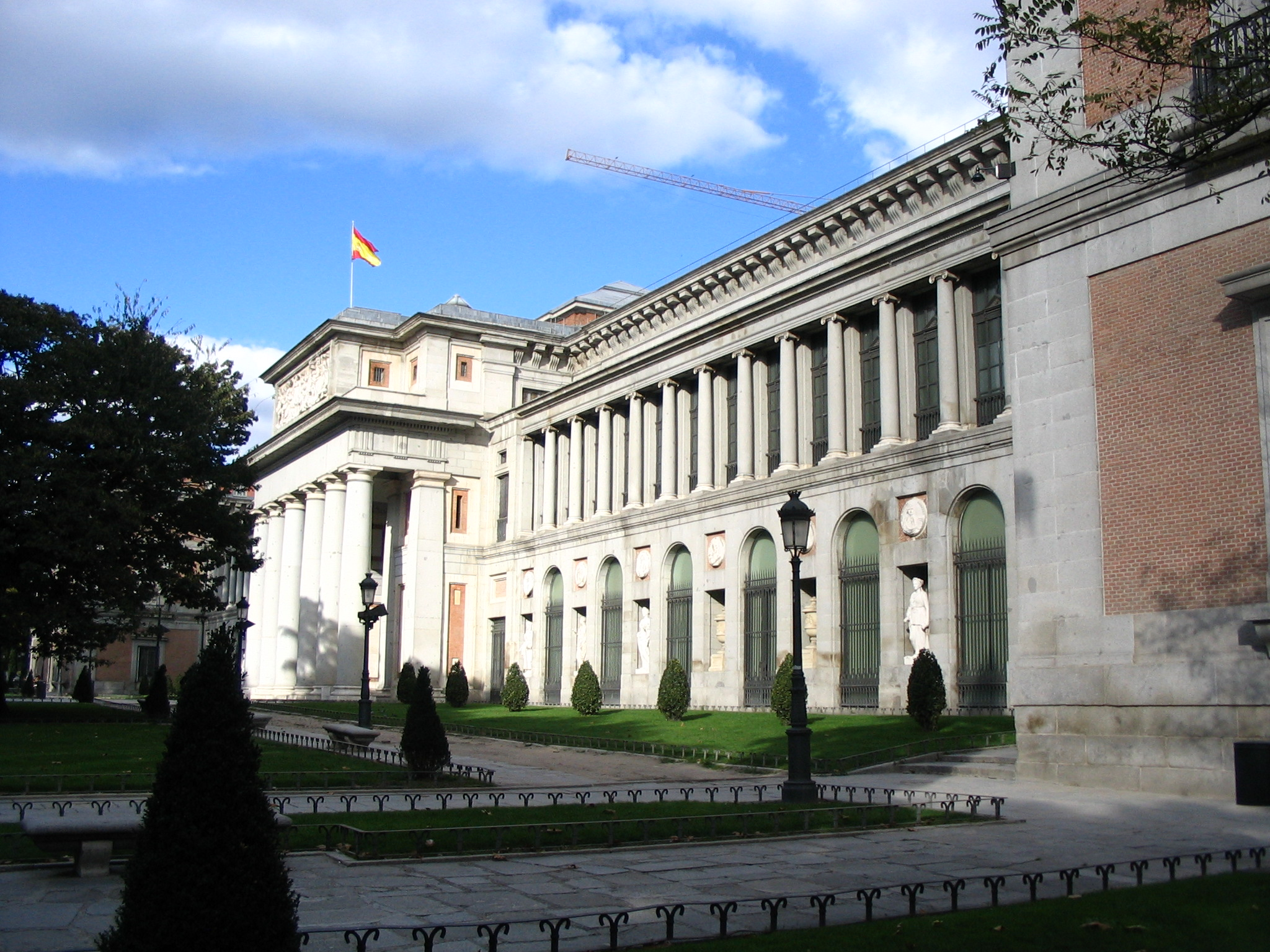
Façade du musée du Prado

- Lundi 26 janvier 2009 : Selon les experts du musée du Prado, un des plus célèbres tableaux de Francisco Goya, le Colosse, qui représente de manière allégorique la guerre d'indépendance de l'Espagne contre les troupes de Napoléon Ier, un temps attribué à Asensio Julià, aurait été peint par un de ses disciples, indéterminé.

- Mardi 27 janvier 2009 : Le groupe bancaire Santander annonce son intention de rembourser ses clients affectés par la fraude du financier escroc américain Bernard Madoff à hauteur de 1,38 milliard d'euros, pour une exposition totale de 2,33 milliards d'euros.

- Mercredi 28 janvier 2009 : 
  - Selon l'association espagnole des fabricants (ANFAC), la baisse d'activité dans le secteur automobile (construction, composants, réseau commercial) touche quelque 100 000 employés par chômage technique ou plans sociaux. L'Espagne, troisième constructeur européen et qui exporte près de 80 % de sa production, est frappée par une forte baisse des ventes d'automobiles et par le repli généralisé du marché européen. L'ANFAC prévoit environ 900 000 immatriculations pour 2009, soit une baisse de 23 % par rapport à 2008. Les professionnels demandent au gouvernement des mesures d'aides.
  - La police annonce avoir interpellé six personnes soupçonnées d'une fraude de 600 millions de dollars (450 millions d'euros) à la Bourse de Londres.

- Jeudi 29 janvier 2009 : La justice espagnole a ouvert une enquête pour « crimes contre l'humanité » visant l'ex-ministre israélien de la défense Benjamin Ben-Eliezer et six hauts responsables militaires israéliens, pour un bombardement meurtrier à Gaza en 2002. Cette annonce a provoqué la colère d'Israël, où Ehoud Barak, l'actuel ministre de la Défense, affirme qu'il « fera tout » pour obtenir l'annulation de cette enquête « délirante ». La plainte émane du Centre palestinien pour les droits de l'homme, et porte sur le bombardement qui avait tué un dirigeant du Hamas, Salah Chehadeh, et 14 civils palestiniens, « en majorité des enfants et des bébés », le 22 juillet 2002.

- Dimanche 1er février 2009 : Palmarès des principales catégories de la 23e édition des Goyas — les récompenses du cinéma espagnol — qui s'est tenue à Madrid.
  - Meilleur film : Camino de Javier Fesser
  - Meilleur réalisateur : Javier Fesser pour Camino
  - Meilleur acteur : Benicio del Toro pour Che, el argentino
  - Meilleure actrice : Carme Elias pour Camino
  - Meilleur second rôle masculin : Jordi Dauder pour Camino
  - Meilleur second rôle féminin : Penélope Cruz pour Vicky Cristina Barcelona
  - Meilleure révélation masculine : Juan Manuel Montilla "Langui" pour El truco del manco
  - Meilleure révélation féminine : Nerea Camacho pour Camino
  - Meilleur scénario original : Camino
  - Meilleure adaptation : Los girasoles ciegos
  - Meilleur film européen : 4 mois, 3 semaines et 2 jours de Cristian Mungiu (Roumanie)

- Mardi 3 février 2009 : Le nombre de chômeurs dépasse les 3,3 millions.

- Jeudi 5 février 2009 : Selon l'Institut national de la statistique (INE), la production industrielle  s'est effondrée de 19,6 % en décembre sur un an, en données corrigées de variations saisonnières (CVS), ce qui est la plus forte baisse depuis le début de la série statistique en 1992.

- Mardi 10 février 2009 : 
  - Le président du gouvernement José Luis Zapatero annonce au Parlement que l'État va devoir réduire ses dépenses courantes 2009 de 1,5 milliard d'euros pour tenter d'enrayer son déficit : « Pour maintenir les dépenses sociales, il est nécessaire de réaliser un grand effort d'austérité des comptes publics ». Les coupes toucheront « tous les ministères et toutes les dépenses », à l'exception des salaires des fonctionnaires, de la protection sociale et des fonds alloués à la relance de l'économie.
  - Le groupe énergétique Gas Natural annonce  avoir enregistré un bénéfice net 2008 de 1,057 milliard d'euros contre 959 millions en 2007. Le groupe  s'est lancé dans l'acquisition de l'électricien espagnol Union Fenosa pour un montant de 16,75 milliards d'euros prévoyant une augmentation de capital de 3,5 milliards €.

- Mardi 17 février 2009 : une « alliance internationale » regroupant 35 cabinets d'avocats de 22 pays, soit près de 5 000 juristes, s'est constituée à Madrid pour travailler à la défense des personnes victimes de la fraude du financier américain Bernard Madoff. Selon son président Javier Cremades, cette « initiative prétend articuler la défense juridique internationale des quelque trois millions de personnes touchées par l'escroquerie planétaire » et devrait engendrer environ 22 000 procédures dans le monde.

- Mercredi 18 février 2009 : Le pays est entré officiellement en récession avec un second recul consécutif.  Le produit intérieur brut  s'est contracté de 1 % au quatrième trimestre par rapport au précédent, selon les  chiffres définitifs publiés  par l'Institut national de la statistique.

- Vendredi 27 février 2009 : La justice espagnole décide de poursuivre son enquête contre un ex-ministre et des responsables militaires israéliens pour un bombardement meurtrier à Gaza en juillet 2002 qui avait tué un dirigeant du Hamas, Salah Chehadeh et 14 civils palestiniens, « en majorité des enfants et des bébés. » Quelque 150 Palestiniens avaient également été blessés pendant cette attaque, par l'explosion d'une bombe d'une tonne larguée par un F-16 israélien. Selon le principe de justice universelle, la justice espagnole s'octroie le droit d'enquêter sur des génocides et crimes contre l'humanité même s'ils ont été commis à l'étranger, mais seulement si ceux-ci ne font l'objet ou n'ont fait l'objet d'aucune procédure dans leur pays.  Le ministre israélien de la Défense, Ehoud Barak a qualifié de « délirante » cette enquête qui a plongé dans un certain embarras le gouvernement socialiste espagnol.

- Mardi 3 mars 2009 : Fin février, l'Espagne, durement frappée par la crise économique, comptait près de 3 482 000 personnes au chômage, un record depuis au moins 1996, date du début du calcul du nombre de demandeurs d'emplois. Sur un an, le nombre de chômeurs a également fortement progressé sur un an, avec 1,66 million de chômeurs de plus qu'en février 2008, soit une hausse de 50,28 %.

- Mercredi 4 mars 2009 : dans le cadre des  attentats du 11 mars 2004 à Madrid qui ont fait 191 morts et 1 800 blessés, la cour d'appel de Salé (Maroc), confirme la condamnation du Marocain Abdelilah Ahriz (29 ans) à 20 ans de prison pour son implication dans cet attentat. Il était poursuivi au Maroc pour « constitution de bande criminelle dans le but de commettre un acte terroriste, complicité dans la destruction de moyens de transport et voies publiques à l'aide d'explosifs ». Le jeune Marocain était parti en 1999 en Espagne, où il travaillait comme électricien. Il s'était ensuite installé en 2005 en Syrie, où il avait été arrêté et remis aux autorités marocaines. Après avoir été condamné au Maroc à trois ans de prison pour terrorisme puis acquitté en appel en mai 2007, il avait été une nouvelle fois interpelé fin janvier 2008 et placé en garde à vue pour son implication présumée dans les attentats de Madrid. En décembre, le parquet général avait requis la prison à vie contre lui.

- Jeudi 5 mars 2009 : la production industrielle a baissé de 20,2 % sur un an en données corrigées de variations saisonnières (CVS), la plus forte baisse depuis le début de la série statistique en 1992. La chute de production est particulièrement brutale pour les biens d'équipement, qui ont subi un recul de 29,9 % sur un an. Hors CVS, la chute est encore plus sévère, de 23,6 %, ce qui est un  effondrement inédit depuis au moins 1975. L'Espagne est entrée brutalement dans la crise en 2008, frappée par l'éclatement de sa bulle immobilière et la crise financière internationale.

- Mardi 10 mars 2009 : Le juge Baltasar Garzon, héros de l'anti-terrorisme, est le sujet d'une enquête judiciaire sur des salaires perçus aux États-Unis pour des cours donnés à l'université de New York, qu'il aurait omis de déclarer à son employeur. La commission disciplinaire du Conseil général du pouvoir judiciaire (CGPJ) a décidé à l'unanimité l'ouverture d'une enquête pour les 200 000 dollars perçus entre mars 2005 et juin 2006 par le juge alors qu'il était en disponibilité pour étudier et enseigner[4].

- Mercredi 11 mars 2009 : Le producteur de tabac hispano-français Altadis (groupe Imperial Tobacco) annonce un accord avec les syndicats prévoyant la suppression nette de 613 emplois en Espagne, soit environ 10 % de l'effectif du groupe Imperial dans ce pays.

- Lundi 16 mars 2009 : La Conférence épiscopale espagnole lance une campagne anti-avortement en déclarant que certaines espèces animales menacées seraient plus protégées que les embryons humains, alors que le gouvernement s'apprête à assouplir  les critères légaux de l'avortement.

- Mardi 17 mars 2009 : 
  - Les douanes découvrent dans un avion de tourisme mexicain plus d'une tonne de haschisch en provenance du Maroc. L'appareil piloté par deux trafiquants mexicains avait dû se poser d'urgence près de Valdepeñas (centre) en raison de problèmes mécaniques.
  - La police démantèle un réseau de 23 personnes, en majorité des Nigérians, soupçonnées d'être mêlées à une escroquerie par internet sur l'héritage, dont 150 personnes auraient été victimes aux États-Unis et en Europe. Chaque jour quelque 20 000 e-mails ou lettres étaient envoyés pour faire croire à leurs destinataires  qu'ils  avaient fait un héritage d'un parent inconnu s'élevant jusqu'à 53 millions d'euros il leur était seulement demandé de régler des frais administratifs et l'impôt sur l'héritage à venir.

- Mercredi 18 mars 2009 : Ouverture d'un bureau pour aider les familles des victimes du franquisme à retrouver des parents « disparus » pendant la guerre civile (1936-39) ou pour leur apporter un soutien juridique ou même psychologique. Il pourra aussi conseiller des exilés ou descendants d'exilés républicains à l'étranger, qui depuis le 1er janvier peuvent demander la nationalité espagnole[5].

- Dimanche 29 mars 2009 : 
  - Plusieurs dizaines de milliers de manifestants anti-avortement ont défile à Madrid pour protester contre le projet du gouvernement socialiste de libéraliser l'avortement. Des personnes âgées, des familles avec enfants et poussettes, ont marché dans le calme, beaucoup coiffées de casquettes de couleur rouge « symbole de force et de célébration de la vie », distribuées par les organisateurs, Médecins pour la vie, Provida Madrid et HazteOir ("Fais toi entendre"). À cette date, l'avortement n'est autorisé en Espagne qu'en cas de viol dans un délai maximum de 12 semaines de grossesse, de malformations du fœtus (22 semaines) ou en cas de « danger pour la santé physique ou psychique de la mère » (sans limitation de temps).
  - La Banque d'Espagne va prendre le contrôle de la Caisse d'épargne de Castille-la-Manche (CCM), défaillante et va y injecter de l'argent public. Un Conseil des ministres extraordinaire a été convoqué en urgence pour autoriser l'opération. Il s'agit de la première opération de sauvetage d'une entité financière espagnole depuis le début de la crise. La CCM a octroyé des crédits pour un montant de 19,536 milliards d'euros à la fin 2008 et conservait des dépôts de ses clients pour 17,265 milliards d'euros, garantis par un fonds officiel.

### Deuxième trimestre
- Mardi 7 avril 2009 : au cours d'un important remaniement ministériel, Zapatero remplace son ministre de l'Économie et des Finances, Pedro Solbes, par Elena Salgado. Le président de la Junte d'Andalousie, Manuel Chaves, devient ministre de la Politique territoriale et José Blanco, vice-secrétaire général du Parti socialiste, est nommé ministre de l'Équipement.

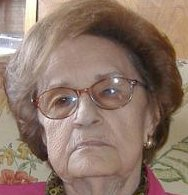
Corin Tellado
(Avril 2009)

- Samedi 11 avril 2009 : Décès de l'écrivaine Corin Tellado (82 ans), l'auteur le plus prolifique de la littérature espagnole, célèbre pour ses romans sentimentaux. Elle a publié environ 4 000 romans et vendu dans le monde 400 millions de livres au long d'une carrière littéraire de près de 56 ans, ce qui lui a valu d'être inscrite au livre Guiness des records.

- Dimanche 12 avril 2009 : Selon le quotidien El Correo, l'ETA a projeté il y a plusieurs années de tuer le roi Juan Carlos et des membres du gouvernement espagnol lors d'attaques au missile sol-air contre leurs avions ou leurs hélicoptères. Les détails de ce plan d'attaque se trouveraient sur des CD-Roms découverts en avril 2004 dans une maison au Pays basque français, actuellement analysés[6].

- Lundi 13 avril 2009 : 
  - La Fédération des associations des journalistes d'Espagne (FAPE) réclame des aides publiques pour le secteur de la presse qui répond à la crise économique par d'importants licenciements. En 10 mois, 2 221 journalistes ont perdu leur emploi.
  - Le ministre de l'Intérieur, Alfredo Perez Rubalcaba, reconnaît que la police avait laissé échapper par erreur, en juin 2004, un des auteurs présumés des attentats islamistes du 11 mars 2004 contre des trains de banlieue à Madrid, l'Algérien Daoud Ouhnane. Attentats à l'explosif qui ont fait 191 morts et plus de 1 800 blessés. Des empreintes ADN de Daoud Ouhnane avaient en effet été relevées sur plusieurs sites ayant servi à la préparation de ces attentats. Le terroriste avait par la suite réussi à fuir le pays pour rejoindre l'Irak où il est mort en 2005 dans un attentat-suicide[7].

- Jeudi 16 avril 2009 : Alberto Núñez Feijóo, du Parti populaire, est investi président de la Junte de Galice par 38 voix contre 37, en remplacement du socialiste Emilio Pérez Touriño, au pouvoir depuis 2005.

- Vendredi 24 avril 2009 :  Le gouvernement décerne le « collier de l'ordre royal de Carlos III », la plus haute distinction civile espagnole, au président français Nicolas Sarkozy et à son épouse Carla Bruni-Sarkozy, avant leur visite officielle en Espagne lundi et mardi suivant.

- Samedi 25 avril 2009 : Selon les douanes, 22 tonnes de cocaïne ont été saisies en 2008 et 25 tonnes en 2007. L'Espagne est une des principales portes d'entrée en Europe de la cocaïne latino-américaine et du haschich marocain. L'imagination des trafiquants est sans limite.

- Dimanche 26 avril 2009 : La ministre des Finances, Elena Salgado, annonce que son pays allait demander formellement à avoir un siège à part entière au sein du groupe des pays riches et émergents du G20 : « Nous avons avec nous la force des chiffres, et des pays du G20 qui ont  dit publiquement que l'Espagne est dans le G20 ». L'Espagne revendique le rang de 8e puissance économique mondiale, devant  le Canada qui est membre du G7, et de 7e puissance financière. Le chef du gouvernement espagnol José Luis Zapatero a été invité à   participer aux deux derniers sommets de ce groupe, en novembre à   Washington et début avril à Londres, mais Elena Salgado n'a pas été conviée à sa réunion du 24 avril dernier à Washington.

- Mardi 28 avril 2009 : Le chef du gouvernement José Luis Zapatero annonce la création avec la France d'un « Comité de planification et de  coordination stratégique de sécurité intérieure » pour lutter ensemble  contre le terrorisme et la criminalité organisée.

- Mercredi 29 avril 2009 : La ministre de la Santé Trinidad Jimenez, confirme 10 cas de grippe A(H1N1).

- Dimanche 3 mai 2009 :
  - Tennis : L'Espagnol Rafael Nadal remporte le tournoi de Rome pour la quatrième fois en battant en finale le tenant du titre, le Serbe Novak Djokovic.
  - L'Italien Valentino Rossi (Yamaha) remporte à Jerez, la course MotoGP du Grand Prix motocycliste de vitesse d'Espagne devant l'Espagnol Dani Pedrosa (Honda) et l'Australien Casey Stoner (Ducati).
  - Le ministère de la Santé annonce 44 cas avérés de grippe A(H1N1).

- Lundi 4 mai 2009 : Le ministère des Affaires étrangères proteste officiellement auprès des États-Unis et du Royaume-Uni contre une convention de coopération fiscale entre les États-Unis et Gibraltar, signé à Londres le 31 mars par le secrétaire au Trésor américain Timothy Geithner et le chef du gouvernement de Gibraltar Peter Caruana, comme si ce territoire britannique était indépendant, sans mention de la tutelle britannique, en référence au Traité d'Utrecht de 1713, instaurant la souveraineté britannique sur le petit territoire[8].

- Mardi 5 mai 2009 : 
  - Le ministère de la Santé annonce que le nombre de cas confirmés de grippe A(H1N1) atteint 73 cas. L'Espagne est le pays d'Europe le plus touché par l'épidémie. Tous les cas confirmés sont « des personnes qui avaient récemment voyagé au Mexique, principal foyer de l'épidémie, à l'exception de cinq d'entre eux ».
  - Patxi López, du Parti socialiste, est investi président du gouvernement du Pays basque, avec le soutien du Parti populaire et d'Union, progrès et démocratie. Il est le premier socialiste à diriger le Pays basque depuis les premières élections régionales de la démocratie, en 1980.

- Dimanche 10 mai 2009 : Le Grand Prix d'Espagne de Formule 1 est remporté par Jenson Button (Brawn GP).

- Lundi 11 mai 2009 : Le rapport de stabilité financière de la Banque d'Espagne, rendu public, établit que les crédits douteux de l'ensemble du secteur financiers — essentiellement liés à l'éclatement de la bulle immobilière — sont en forte augmentation, atteignant 73,9 milliards d'euros fin avril (soit un taux d'impayés de 4,1 %, quatre fois plus élevé qu'à la même époque de 2008). La gravité de la récession et la flambée du chômage provoquent cette envolée des impayés et l'Espagne commence à douter de la solidité de son système bancaire, qui a déjà essuyé la crise internationale des subprimes — les crédits hypothécaires à risque — à l'automne 2008, mais que la récession commence à fissurer.

- Mardi 12 mai 2009 : le chef du gouvernement socialiste José Luis Zapatero annonce un plan de réduction des dépenses de l'État en 2009 pour un montant de 1 milliard d'euros, s'inscrivant dans la continuité d'un précédent tour de vis budgétaire de 1,5 milliard d'euros annoncé en février : « 2,5 milliards d'euros pour un seul exercice, c'est le plus gros effort d'austérité budgétaire jamais réalisé en démocratie » depuis la fin du régime franquiste en 1975. La première tranche de réduction annoncée en février avait frappé tous les ministères et toutes les dépenses, à quelques exceptions près comme les salaires des fonctionnaires, la protection sociale, et les fonds alloués à la relance de l'économie dans le cadre du plan de relance espagnol.

- Dimanche 17 mai 2009 : l'Espagnol Julian Simon, sur Aprilia, a remporté la course des 125 cm3 du Grand Prix de France moto du Mans devant l'Allemand Jonas Folger et l'Espagnol Sergio Gadea.

- Mercredi 20 mai 2009 : selon l'Institut national de la statistique, le produit intérieur brut espagnol s'est replié de 1,9 % au 1er trimestre 2009 par rapport au 4e trimestre 2008.

- Jeudi 21 mai 2009 : des agents du service de renseignement espagnol, chargés de surveiller des membres de l'ETA réfugiés à Cuba, ont été obligés de quitter l'île communiste la semaine passée sur pression des autorités cubaines, car selon El Mundo, elles n'avaient pas été averties de l'arrivée de ces agents spéciaux[9].

- Vendredi 22 mai 2009 : onze élèves d'une école militaire, à Hoyo de Manzanares (centre) sont atteints du virus de la grippe H1N1. L'Espagne reste le pays le plus touché en Europe avec 113 cas recensés mais sans complications.

- Vendredi 5 juin 2009 : l'Espagne a enregistré en avril un nouveau recul prononcé de sa production industrielle, de - 19,7 % sur un an en données corrigées de variations saisonnières (CVS). En données brutes, la production industrielle a chuté plus lourdement en avril de 28,6 % sur un an. Elle s'explique à la fois par la baisse de production des biens de consommation (- 11,9 % en CVS), tout particulièrement des biens durables (- 26,7 % en CVS), et par la baisse de production pour les biens d'équipement (- 22,7 %, CVS) et les biens intermédiaires (- 27,9 %, CVS).

- Vendredi 12 juin 2009 : la ministre de l'Économie, Elena Salgado, prévoit un déficit public de 7,9 % en 2010 et de 5,2 % en 2011, mais estime que le déficit public se réduira pour atteindre 3 % en 2012 comme l'exige le pacte de stabilité européen. L'Espagne, brutalement frappée par la crise économique, est entrée en récession fin 2008, après avoir été un des moteurs de la zone euro avec de forts taux de croissance et des comptes publics excédentaires pendant plusieurs années.

### Troisième trimestre
- Mercredi 1er juillet 2009 :
  - L'Espagnol Aschwin Wildeboer Faber a battu le record du monde du 100 m dos en 52 s 38/100 au départ du relais 4 × 100 m 4 nages, lors des Jeux Méditerranéens à Pescara (Italie).
  - Province de Huelva : La garde civile annonce l'arrestation de 17 personnes et le saisie de près de sept tonnes de haschisch dans une vaste opération antidrogue en deux phases en janvier et en juin.

- Mercredi 8 juillet 2009 : la police annonce le démantèlement d'un réseau de trafiquants de drogue. 92 kilos d'héroïne ont été saisies, à Madrid (15,6 kilos) et à Argelès-sur-Mer (France, 76,5 kilos) lors d'une opération conjointe avec la police française. Quatre personnes ont été arrêtées, dont le responsable du réseau, « d'origine kurdo-iranienne, avec un passeport suédois », propriétaire de deux restaurants à Barcelone. L'enquête a duré huit mois et a mobilisé 40 agents espagnols et français. La drogue venait de Turquie et était ensuite distribuée en Espagne.

- Mercredi 22 juillet 2009 :
  - La presse conservatrice critique sévèrement la visite du chef de la diplomatie espagnole, Miguel Angel Moratinos, mardi à Gibraltar, qualifiée de « reddition humiliante » après « 300 ans de lutte » pour la souveraineté du rocher cédé à perpétuité à l'Angleterre par l'Espagne par le Traité d'Utrecht en 1713.
  - Quelque 23,6 millions de touristes étrangers ont visité l'Espagne au cours du premier semestre 2009, soit une baisse de 11,4 % sur la même période de 2008 (26,6 millions). En 2008, l'Espagne a été dépassée par les États-Unis comme deuxième destination touristique mondiale derrière la France (79 millions en 2008), selon l'Organisation mondiale du tourisme.

- Dimanche 26 juillet 2009 : durant le week-end, une dizaine d'incendies ont détruit près de 32 000 hectares de bois, maquis et forêts en Aragon, Teruel, Almeria et Andalousie.

- Lundi 27 juillet 2009 : le ministère de la Santé annonce 1.806 cas avérés de grippe A(H1N1) et 6 décès.

- Mardi 27 juillet 2009 : le groupe bancaire BBVA a publié un bénéfice net pour le deuxième trimestre de 1,561 milliard d'euros, en hausse d'environ 35 % par rapport au deuxième trimestre 2008, qui avait été marqué par des provisions extraordinaires.

- Jeudi 30 juillet 2009 : Le président du gouvernement José Luis Rodriguez Zapatero se dit ouvert à l'envoi de nouvelles troupes espagnoles en Afghanistan. Jusqu'à présent, l'Espagne comptait 800 soldats en Afghanistan, basées dans les provinces de Herat et de Bagdis et elle en a envoyé 450 supplémentaire en prévision de la présidentielle du 20 août.

## Alicante
- Vendredi 2 janvier 2009 : Les douanes arraisonnent au large d'Alicante un yacht britannique dans lequel sont trouvées près de quatre tonnes de haschisch. Deux personnes sont arrêtées, un Espagnol et un Français.

## Andalousie
- Jeudi 22 janvier 2009 : La police arrête dans un hôtel d'Estepona, un Français organisateur d'une vente de 81 œuvres d'art — lithographies, textiles, couverts, sculptures et bas reliefs — supposées être de l'artiste surréaliste catalan Salvador Dalí. L'organisateur a été interpellé pour "falsification de documents et escroquerie" supposées. La police ne se prononce pas sur l'authenticité des pièces mais indique qu'au moins une douzaine d'entre elles pourraient être véritables et provenir de vols, « selon les archives d'Interpol »[10].

- Jeudi 12 février 2009 : Opération spectaculaire de l'organisation écologiste Greenpeace contre le chantier abandonné d'un immense hôtel, construit illégalement en 2006 et resté vide depuis, dans le parc naturel protégé de Cabo de Gata, près d'Almeria. Une soixantaine de militants l'ont enrobé d'une toile verte de 18 000 m² pour le faire « disparaître » du paysage et réclamer sa démolition. Symbole de l'urbanisation sauvage du littoral méditerranéen espagnol, plusieurs décisions de justice ont ordonné sa démolition, qui n'a toujours pas eu lieu.

- Dimanche 1er mars 2009 :  17  personnes sont  légèrement blessées dans l'accident d'un télésiège dans la station de ski de Sierra Nevada (sud), lorsque le câble d'un télésiège a cassé. Les blessés, tous adultes, ont fait  une chute de plusieurs mètres.

- Vendredi 24 avril 2009 :  128 immigrés clandestins sont interceptés par la garde civile sur la côte andalouse lors de 2 opérations, l'une au large de Cabo de Gata (province d'Alméria) (essentiellement des Algériens) et l'autre sur la plage de Lujar près de Grenade grâce à la vidéosurveillance (essentiellement des Marocains.

- Lundi 29 juin 2009 : Une embarcation de clandestins en provenance du Maroc s'est échouée sur des rochers au large de la côte sud de l'Espagne. Une trentaine de clandestins ont rejoint le rivage laissant dans le bateau 4 morts et un blessé grave.

- Mercredi 15 juillet 2009 : Plus de 4 000 hectares de forêts ont brûlé la veille dans la région d'Almeria dans un incendie qui s'est rapidement propagé, attisé par un vent de 30 km/h et une forte chaleur avoisinant les 40 degrés celsius. Quelque 500 personnes ont dû évacuer leurs logements menacés par les flammes. 12 avions et 13 hélicoptères participent à la lutte contre le feu.

- Jeudi 16 juillet 2009 : La police a arrêté à Marbella un ancien courtier de Wall Street, Julian Tzolov, de nationalité bulgare, qui travaillait pour la banque Crédit suisse. En fuite, il est accusé par les autorités américaines d'avoir escroqué avec un autre trader des clients pour un montant de plus de 400 millions de dollars (285 millions d'euros), en leur faisant croire qu'ils avaient acheté des produits d'investissement sûrs adossés à des prêts étudiants alors qu'il s'agissait de titres liés à des crédits immobiliers à risque[11].

## Aragon
- Samedi 18 avril 2009 : Plusieurs milliers de personnes — militants écologistes et des agriculteurs — manifestent à Saragosse, « capitale » espagnole des cultures transgéniques, pour demander l'interdiction dans le pays du maïs génétiquement modifié, à l'image de ce que vient de décider l'Allemagne. Cette région concentre 40 % des 79 300 hectares de maïs génétiquement modifié "MON810" — produit par le groupe américain Monsanto — cultivés en Espagne.

une deuxième bombe placée elle aussi sous un véhicule de la garde civile de Calvia a été neutralisée à proximité du lieu de la première explosion.  Baléares
- Vendredi 2 janvier 2009 : La police arrête cinq personnes, à Palma de Majorque et Zamora, soupçonnées de trafic d'armes et saisit près de 300 armes à feu — fusils, pistolets, lance-grenades, mortiers, lance-flamme, bazooka — ainsi que 350 kilos de munitions de différents calibres.

- Mardi 12 mai 2009 : Une Espagnole de 25 ans habitant l'île de Majorque (Baléares) remporte le plus gros lot de l'histoire de l'Euro Millions, doté de 126,2 millions d'euros en jouant par internet[12].

- Lundi 29 juin 2009 : Un Néerlandais de 44 ans présenté comme le principal trafiquant de méthamphétamines d'Ibiza a été arrêté cette semaine, en possession de 32 000 pastilles d'extasy et de 12 kilos de méthamphétamine (cristal).

## Îles Baléares
- Jeudi 30 juillet 2009 : Un attentat à la bombe à Majorque, à moins de 500 mètres d'une plage très fréquentée, a tué deux gardes civils, à la veille du 50e anniversaire du groupe indépendantiste basque ETA. Une deuxième bombe placée elle aussi sous un véhicule de la garde civile de Calvia a été neutralisée à proximité du lieu de la première explosion[13].

## Pays basque
- Mardi 13 janvier 2009, France : Deux membres présumés de l'organisation séparatiste armée basque ETA ont été interpellés dans deux opérations distinctes dans les Pyrénées Atlantiques. L'un, Alejo Moreno Saiz, a été arrêté à Ascain alors qu'il faisait l'objet d'un mandat d'arrêt européen; l'autre, une femme, Lorea Ceciaga Mendizabal, a été arrêtée à l'aube à Bayonne.

- Vendredi 16 janvier 2009 :  Tôt dans la nuit, une bombe a explosé détruisant un relais de télévision dans une zone isolée de la commune d'Hernani.

- Mardi 20 janvier 2009 : L'ETA avertit que « les personnes et entreprises participant au projet du train à grande vitesse » (TGV-nord) sont désormais des « cibles » et revendique trois premiers attentats.

- Vendredi 23 janvier 2009, France : Une dizaine de membres présumés de la nouvelle direction de Batasuna, bras politique interdit de l'organisation séparatiste basque ETA, ont été arrêtés dans la nuit, dans le Pays basque et en Navarre, sur ordre du juge Baltasar Garzon qui recherche des documents qui lieraient l'organisation radicale basque Askatasuna ("liberté" en langue basque) et le mouvement citoyen « Démocratie 3.000.000 » (D3M), qui souhaitent se présenter aux élections, à Batasuna, parti interdit depuis 2003. Lors des élections législatives de mars 2008, la justice espagnole avait barré la route à deux partis basques radicaux, le PCTV (Parti communiste des terres basques) et l'ANV (Action nationaliste basque), considérés comme des porte-drapeaux de Batasuna.

- Mercredi 4 février 2009 : La police  découvre une cache d'armes de l'ETA à Ordizia contenant  des armes longues, des armes de poing, des grenades et des munitions.

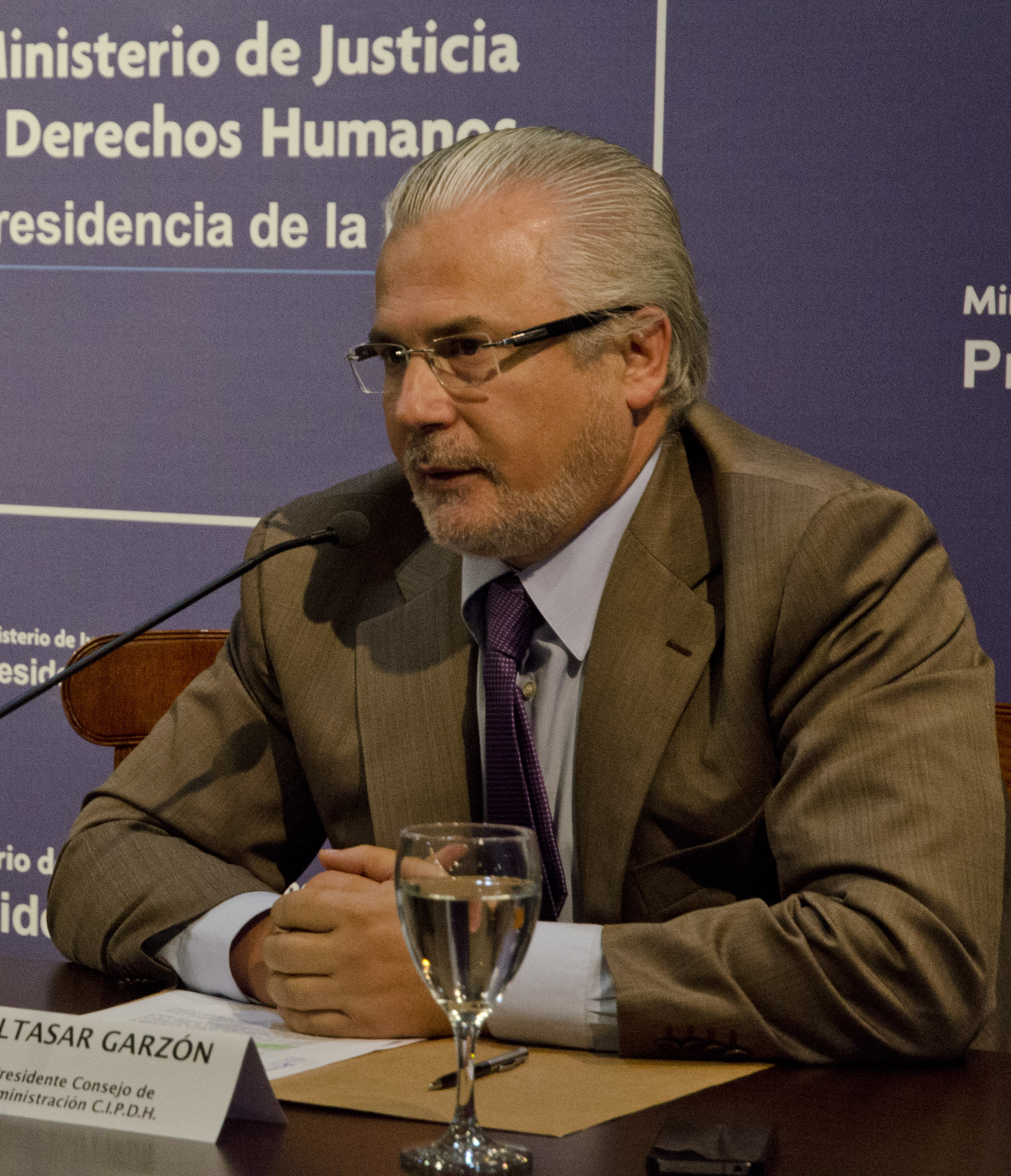
Baltasar Garzón
(août 2005)

- Mardi 3 février 2009 : Le juge Baltasar Garzon engage des poursuites pour appartenance à l'ETA contre 13 indépendantistes basques, membres des mouvements politiques D3M (« Démocratie 3 000 000 ») et Askatasuna (« Liberté »), constitués récemment en vue des élections régionales de mars pour le renouvellement du parlement basque. Selon le juge, ils sont soupçonnés d'avoir agi « à des fins politiques et électoralistes » sous « la direction et l'instrumentalisation » de Batasuna, bras politique interdit de l'organisation indépendantiste basque armée ETA, et sous « la direction supérieure de l'ETA ».

- Samedi 7 février 2009 ': Des actes de violence urbaine, attribués à de jeunes indépendantistes radicaux, se sont produits dans plusieurs localités. À Amurrio, un autobus a été incendié et à Renteria, un wagon de train régional a été endommagé.

- Dimanche 8 février 2009 : Le Tribunal suprême espagnol décide d'annuler les listes électorales présentées par deux partis indépendantistes basques pour les élections régionales basques du 1er mars.  Le parquet et le gouvernement espagnol avaient demandé l'annulation des listes des formations D3M et Askatasuna, estimant qu'elles sont liées à l'organisation indépendantiste basque armée ETA et à son bras politique interdit, Batasuna. Les partis indépendantistes basques radicaux représentent environ 10 % de l'électorat basque.

- Mercredi 25 février 2009 Un membre de l'ETA, Alexander Akarregi Casas (32 ana), déjà condamné en Espagne à 5 ans de prison et libéré en juillet 2008, et interpelé près de Compeyre dans l'Aveyron (France) après avoir tenté de prendre la fuite lors d'un contrôle de police dans le centre-ville de Millau. Mis en  examen pour vol avec arme, recel en bande organisée, port d'armes et munitions, le tout en relation avec une entreprise terroriste, est incarcéré. Il vivait dans un appartement à La Ricamarie (Loire), près de Saint-Étienne.

- Dimanche 1er mars 2009 : 
  - Élections régionales au Pays basque. Les socialistes de Patxi López arrivent deuxièmes, derrière le Parti nationaliste basque (EAJ/PNV), mais peuvent prendre la tête du gouvernement autonome grâce au soutien du PP, d'Antonio Basagoiti.
  - Selon le juge d'instruction chargé du dossier, 15 gardes civils  devraient être jugés pour « délits de tortures et blessures subies » par deux membres de l'organisation indépendantiste basque armée ETA arrêtés en 2008. Ces deux membres présumés de l'ETA avaient été interpellés le 6 janvier 2008, à Arrasate-Mondagon, quelques semaines après l'assassinat de deux gardes civils espagnols en mission de renseignement à Capbreton (France) par un commando de l'ETA.

- Jeudi 2 avril 2009 : Accord politique entre les socialistes (25 sièges) et le Parti populaire (droit, 13 sièges) pour le gouvernement de la région autonome. Bien que vainqueur des élections régionales du 1er mars, le Parti nationaliste basque (PNV, centre-droit, 30 sièges), qui exerçait le pouvoir sans discontinuer depuis 29 ans, n'atteint pas les 38 sièges de la majorité absolue au sein du nouveau Parlement basque. À l'issue de quatre semaines de tractations, un accord de législature, établit sur onze pages « les bases pour le changement démocratique au service de la société basque » reposant prioritairement sur une lutte accrue contre le terrorisme[14].

- Dimanche 12 avril 2009 : L'ETA dans un communiqué « ne reconnait aucune légitimité démocratique au nouveau gouvernement qui sera formé » et les « responsables politiques » du prochain gouvernement du Pays basque, qui devrait être présidé par le socialiste Patxi Lopez, « seront un objectif prioritaire de l'ETA » estimant qu'il s'agira « d'un gouvernement du fascisme et de la violation des droits ». Le Parti nationaliste basque (PNV, centre-droit) au pouvoir au Pays basque depuis 29 ans est arrivé en tête des élections basques du 1er mars, mais a perdu la majorité absolue qu'il avait au parlement régional avec ses alliés nationalistes de la coalition sortante.

- Samedi 18 avril 2009, France : une opération conjointe de la police française et espagnole permet l'arrestation dans la région de Perpignan de Jurdan Martitegi, soupçonné d'être le principal dirigeant militaire de l'organisation séparatiste basque ETA, en remplacement de d'Aitzol Iriondo, arrêté en France le 8 décembre. 2 autres membres de l'ETA sont arrêtés avec lui. Parallèlement 6 autres membres de l'ETA ont été arrêtés au Pays basque espagnol. Ces arrestations ont, selon le ministre espagnol de l'Intérieur, Alfredo Perez Rubalcaba, permis de déjouer un attentat en préparation au Pays basque espagnol.

- Mardi 5 mai 2009 : le socialiste Patxi Lopez (49 ans) est élu comme nouveau chef du gouvernement autonome du Pays basque, au cours d'un vote d'investiture historique télévisé au parlement de Vitoria, devenant le premier non-nationaliste à accéder à ce poste. Les 13 députés conservateurs se sont alliés aux 25 députés socialistes, pour assurer une majorité contre le chef du gouvernement basque sortant, le nationaliste Juan José Ibarretxe, et mettre fin à 30 ans de règne sur les institutions régionales.

- Dimanche 10 mai 2009 : l'ancien chef du gouvernement autonome, le nationaliste Juan José Ibarretxe, qui a été pendant dix ans chef du gouvernement basque, annonce qu'il abandonne totalement la politique, quelques jours après l'investiture du nouveau chef de gouvernement, le socialiste, Patxi Lopez, dont l'investiture a été obtenue grâce à l'appui des 13 députés conservateurs au parlement régional de Vitoria. Il annonce aussi l'abandon de son siège de député et toute responsabilité au sein du Parti nationaliste basque. Le gouvernement socialiste espagnol avait bloqué en 2008 son projet d'autodétermination pour le Pays basque.

- Mercredi 20 mai 2009 : la police interpelle à Bilbao, sur une commission rogatoire délivrée par le juge antiterroriste Eloy Velasco, 17 personnes, Marocains et Algériens pour la plupart, soupçonnées d'appartenir à une organisation criminelle utilisant l'argent tiré de braquages et de trafic de drogue pour financer une organisation liée à Al-Qaïda et opérant en Afrique du Nord.

- Jeudi 21 mai 2009 : une grève générale à forte connotation nationaliste a été organisée à l'appel des seuls syndicats nationalistes et indépendantistes basques pour protester contre la crise, deux semaines après l'arrivée au pouvoir des socialistes dans cette région autonome. La journée de protestation a été marquée par plusieurs manifestations dont une rassemblant plusieurs milliers de personnes à Bilbao. Le gouvernement régional a situé entre 10 et 20 % le taux de participation à la grève dans l'industrie et le patronat basque, Confebask a qualifié ce mouvement « d'échec total » avec un niveau d'adhésion estimé à 12 %[15].

- Vendredi 19 juin 2009 :
  - Un attentat à la voiture piégée sur un parking d'Arrigorriaga fait un mort, un inspecteur de police. L'ETA est tenue pour responsable de 825 morts en 41 ans d'attentats.
  - Vers minuit un groupe de 6 jeunes indépendantistes cagoulés ont incendié un bus après l'avoir vidé de ses occupants. Neuf autres véhicules se trouvant à proximité ont aussi été affectés.

- Mardi 23 juin 2009 Trois membres de l'ETA ont été arrêtés, dont deux dans un entrepôt à Usurbil, lors de quatre opérations de la police. 75 kilos d'explosifs ont été trouvés.

- Mercredi 24 juin 2009, France : Un membre de l'ETA est interpellé en France à Domezain (Pyrénées-Atlantiques) dans le cadre d'un mandat d'arrêt européen.

- Jeudi 25 juin 2009, France : Deux membres de l'ETA —  Javier Arruabarrena Carlos (37 ans) et Ohiane Garmendia Marin (32 ans) — ont été  interpellés à Charenton-le-Pont (région parisienne). Ils faisaient tous deux partie de l'appareil d'information de l'ETA et faisaient l'objet de mandats d'arrêt espagnols.

- Lundi 29 juin 2009, France : 9 personnes (Français ou Français d'origine espagnole) liées aux milieux autonomistes ont été arrêtées en Ipar Euskal Herria et leurs domiciles perquisitionnés.

- Mardi 30 juin 2009 : La Cour européenne des droits de l'Homme confirme à Strasbourg la décision espagnole de déclarer irrecevable l'organisation séparatiste basque Batasuna, considérée comme le bras politique de l'ETA.

- Mercredi 1er juillet 2009, France : La cour d'assises spéciale de Paris (France) a condamnés 8 membres d'ETA à des peines allant de 18 mois à 16 ans de prison. Ils étaient jugés à la suite de la découverte le 4 avril 2004 d'une des plus importantes fabriques d'armes de l'organisation indépendantiste basque à Saint-Michel (Pyrénées-Atlantiques). L'atelier clandestin renfermait un important arsenal : 185 détonateurs, 590 kilos de matériel entrant dans la fabrication d'explosifs, 14 roquettes, 61 grenades, deux mortiers, une mitraillette lourde, de nombreuses armes de poing ainsi que des éléments de missile sol-air. Des plans de vol concernant des déplacements du roi d'Espagne avaient en outre été trouvés[16].

- Samedi 4 juillet 2009, France : 3 activistes armés de l'ETA (deux hommes et une femme) ont été arrêtés fortuitement à Idron (près de Pau) alors qu'ils circulaient à bord d'un véhicule volé. Asier Borrero, Itziar Plaza et Iurgi Garitagoitia figurent sur la liste des 23 membres d'ETA affichée par la Garde civile espagnole sur son site Internet. Ils sont soupçonnés par la police espagnole d'être impliqués dans plusieurs attentats ayant eu lieu au Pays basque espagnol[17].

## Îles Canaries
- Dimanche 15 février 2009 : Une embarcation chargée d'immigrés clandestins principalement d'origine maghrébine, fait naufrage  près d'Arrecife sur l'île de Lanzarote accusant la mort de 19 personnes et faisant 3 disparus. Six occupants ont pu être sauvés par un groupe de surfeurs qui se trouvaient à proximité.

- Dimanche 29 mars 2009 : Une embarcation avec à son bord 64 immigrants clandestins venus d'Afrique a été interceptée par la police dans l'archipel.

- Mercredi 10 juin 2009 : Un Airbus A320 de la  compagnie Iberworld, avec 180 passagers norvégiens à son bord, a effectué un atterrissage d'urgence sur l'île de Grande Canarie après qu'un de ses réacteurs eut pris feu.

- Vendredi 24 juillet 2009 : Le roi Juan Carlos a inauguré le plus grand télescope optique-infrarouge au monde, construit sur l'île de La Palma pour un coût de plus de 100 millions d'euros. Installé à 2 400 mètres d'altitude, le Grand télescope des Canaries (GTC) dispose d'un miroir circulaire de 10,4 mètres de diamètre et dispose d'« une capacité de vision équivalente à quatre millions de pupilles humaines ». À terme, son équipement infrarouge lui permettra d'observer les « objets froids » de l'univers comme les galaxies lointaines ou les étoiles en formation. Le GTC dépasse par sa taille le Keck américain, installé à Hawaï, les quatre Very Large Telescope (VLT) européens du désert de l'Atacama au nord du Chili, et les Gemini chiliens et hawaïens[18].

## Castille-et-León
- Mercredi 29 juillet 2009 : Vers 4 heures du matin, une fourgonnette piégée a explosé près d'une caserne de la garde civile à Burgos faisant 64 blessés légers. Une des façades de la caserne est totalement ravagée. La radio nationale attribue la responsabilité de l'attaque à l'organisation séparatiste armée basque ETA[19].

## Catalogne
- Samedi 24 janvier 2009 : Le toit et un mur d'une salle de sport de la commune de Sant Boi de Llobregat se sont effondrés à cause de vents soufflant à près de 150 km/h, alors qu'il y avait une trentaine d'enfants à l'intérieur, faisant au moins 4 morts et 9 blessés.

- Jeudi 5 février 2009 : Le constructeur automobile Nissan  présente aux syndicats un plan de 1 680 suppressions d'emplois dans son usine de Barcelone, afin d'augmenter la productivité et d'être en mesure de fabriquer un nouveau modèle en 2010. Les mesures proposées reposent sur le volontariat et incluent un plan de formation et des redéploiements, ainsi que des indemnités de départ allant de 20 000 à 120 000 euros, plus élevées que dans d'autres plans de licenciements, selon Nissan qui emploie au total 6 100  à Barcelone, Avila et Valladolid[20].

- Lundi 16 février 2009 : Ouverture à Barcelone du congrès mondial de la téléphonie mobile, réunis jusqu'au  19 février.  Pour la première fois, le marché mondial devrait être orienté à la baisse en 2009. Selon l'institut d'études Gartner, il devrait se vendre 1 224 milliard d'appareils en 2009, contre 1 238 milliard en 2008. Seul le secteur des smartphones  a le vent en poupe, leur atout est d'offrir un accès aisé à l'Internet mobile.

- Mardi 17 février 2009 : Alors que le tunnel ferroviaire sous les Pyrénées est officiellement terminé, la ligne LGV espagnole qui doit relier Barcelone à Perpignan en 45 minutes, a pris un très important retard et accumulant les problèmes de construction, elle ne devrait pas être livrée avant 2012.

- Samedi 7 mars 2009 : Près de 3 000 partisans de l'indépendance de la Catalogne, une province d'Espagne, manifeste  dans le centre de Bruxelles pour attirer l'attention de l'opinion publique internationale sur leur cause. Le cortège a aussi attiré des partisans d'autres mouvements européens indépendantistes, notamment du Pays basque espagnol, de Venise, de la Corse ou de l'Écosse. Parmi les pancartes on pouvait lire les slogans suivants : « la Catalogne, prochain État de l'Europe », « La Catalogne n'est pas l'Espagne », « On n'arrête pas la liberté : 1944 Islande, 1990 Lituanie, 2006 Monténégro, 2008 Kosovo, 2014 Catalogne ».

- Jeudi 19 mars 2009 : La majorité des quelque 11 000 travailleurs du constructeur automobile Seat (groupe Volkswagen), de l'usine de Martorell, près de Barcelone, ont accepté par référendum — 65,5 % de « oui » contre 31,1 % de « non » — de geler leurs salaires en échange de la construction d'un nouveau modèle, le futur modèle Q3 de la marque Audi, préservant ainsi 1 500 emplois.

- Samedi 16 mai 2009 : Le FC Barcelone remporte mathématiquement son 19e titre de champion d'Espagne de football après avoir battu le Real Madrid à Vila-real 3 à 2.

- Jeudi 28 mai 2009 : Le FC Barcelone remporte, à Rome par 2 à 0, la finale de Ligue des champions face à Manchester United. Les célébrations qui ont suivi la victoire du Barça ont été marquées à Barcelone (nord-est) par de nombreux incidents, qui ont fait 153 blessés et conduit à 119 arrestations.

- Mardi 21 juillet 2009 : Quatre pompiers sont morts et deux autres ont été grièvement blessés en luttant contre un incendie dans le sud de la Catalogne.

- Lundi 27 juillet 2009 : Le FC Barcelone, qui connaît de grands succès sportifs, a dégagé un bénéfice net de 8,8 millions d'euros pour l'exercice 2008-2009 pour des revenus d'exploitation à 384,8 millions d'euros. Le Barça, fondé en 1899, est l'un des clubs les plus titrés du football européen avec 19 titres de champion d'Espagne, 24 Coupes d'Espagne et trois Ligues des champions (1992, 2006 et 2009). En 2009, il a remporté la Ligue des champions, le Championnat et la Coupe d'Espagne, signant un triplé historique pour un club espagnol, prévoit un budget record de 405 millions d'euros pour 2009-10. Sa dette se monte à 202 millions d'euros en augmentation de 12 millions en un an.

- Jeudi 30 juillet 2009 : Six personnes sont mortes et 39 autres ont été blessées dans l'accident d'un autobus survenu vers 23h00 à Sant Pol de Mar. L'autobus transportait une majorité de Néerlandais.

## Galice
- Dimanche 1er mars 2009 : Élections régionales organisées en Galice. Le PSOE, conduit par Emilio Pérez Touriño et alors associé au Bloc nationaliste galicien (BNG), perd en effet le pouvoir en Galice, région traditionnellement à droite et qui donne au Parti populaire (PP), emmené par Alberto Núñez Feijóo, la majorité absolue.

## Communauté de Madrid
- Samedi 10 janvier 2009 : L'ensemble de la presse espagnole dénonce le « chaos » qui a régné dans la région de Madrid à la suite des chutes de neige en pointant l'impréparation des autorités locales de Madrid et du gouvernement central se rejetant mutuellement la responsabilité des désordres.

- Lundi 2 février 2009 : Le groupe automobile français PSA annonce aux syndicats la réduction de son activité dans son usine près de Madrid pour affronter la crise du secteur : « Les mauvaises perspectives de ventes pour 2009 […] ont une répercussion sur la quantité de véhicules à produire, et évidemment sur l'organisation industrielle et le nombre de personnes nécessaires ». PSA  a épuisé toutes les mesures à sa disposition dans le cadre d'accords précédemment négociés et doit donc entamer des négociations avec les syndicats pour réduire l'activité. Le projet prévoit trois types de mesures : fermeture totale de l'usine pendant un certain nombre de jours, chômage technique tournant et plan de départs volontaires.  L'usine de Madrid, qui produit des Peugeot 207 et des Citroën C3, emploie 2 800 personnes. PSA  dispose aussi d'une usine plus importante, de plus de 9 000 travailleurs, à Vigo (nord-ouest).

- Lundi 9 février 2009 : Une fourgonnette piégée, garée près d'un centre de conférences, explose à Madrid, sans faire de blessé. L'explosion a été précédée d'un avertissement par téléphone au nom des séparatistes basques d'ETA.

- Jeudi 11 juin 2009 : Record absolu dans l'histoire du football pour le transfert de l'attaquant portugais Cristiano Ronaldo depuis de Manchester United vers le Real Madrid, pour une somme de 80 millions de livres (93 millions d'euros).

- Lundi 29 juin 2009 : Le conseil municipal de Madrid a retiré à l'ancien caudillo Francisco Franco les deux titres honorifiques qui lui avaient été accordés en 1964 : « fils adoptif » et « maire honoraire » de la capitale. À l'unanimité, l'assemblée a également décidé de reprendre les médailles d'or et d'honneur de la ville qui lui avaient été remises en 1942 et 1959.

- Mardi 30 juin 2009 : Premier cas mortel de grippe A(H1N1) en Espagne, sur une jeune femme enceinte de sept mois à Madrid.

## Communauté valencienne
- Lundi 27 juillet 2009 : 13e édition de la Campus-party, un immense rassemblement autour du net et des nouvelles technologies, à Valence qui doit rassembler entre 6 000 et 8 000 mordus d'internet toute la semaine dans l'enceinte futuriste et emblématique de la « Cité des arts et des sciences »[21].